# Seznam osebnosti iz Občine Kostel
Seznam osebnosti iz Občine Kostel vsebuje osebnosti, ki so se tu rodile, delovale ali umrle.
Občina Kostel ima 52 naselij: Ajbelj, Banja Loka, Briga, Brsnik, Colnarji, Delač, Dolenji Potok, Dren, Drežnik, Fara, Gladloka, Gorenja Žaga, Gorenji Potok, Gotenc, Grgelj, Grivac, Hrib pri Fari, Jakšiči, Jesenov Vrt, Kaptol, Kostel, Krkovo nad Faro, Kuželj, Laze pri Kostelu, Lipovec pri Kostelu, Mavrc, Nova sela, Oskrt, Padovo pri Fari, Petrina, Pirče, Planina, Poden, Podstene pri Kostelu, Potok, Puc, Rajšele, Rake, Sapnik, Selo pri Kostelu, Slavski Laz, Srednji Potok, Srobotnik ob Kolpi, Stelnik, Stružnica, Suhor, Štajer, Tišenpolj, Vas, Vimolj, Vrh pri Fari in Zapuže pri Kostelu.

## Gospodarstvo
- Marija Furlani, po domače Mica Čopova, kostanjarka in kostelska ikona (1922, neznano – 2010, neznano), več kot pol stoletja je v Ljubljani pekla in prodajala kostanj
- Anton Kajfež, veleindustrialec in trgovec (1875, neznano – 1954, neznano), v svojem podjetju v Kočevju je zaposloval številne Kostelce
- Stanko Nikolič, turistični delavec in zdravnik (1930, neznano – 2019, neznano), ustanovitelj Turistično športnega društva Kostel
- Jože Žagar – Jagrov, gozdar (1911, Gorenja Žaga – 1996, neznano), leta 1983 napisal prvo obsežno knjigo o Kostelu z naslovom Kostel – ljudje in zemlja ob Kolpi

## Znanost, naravoslovje in humanistika
- Jože Gregorič, slavist, slovaropisec, etnograf, urednik, prevajalec, gimnazijski profesor in duhovnik (1908, Delač – 1989 Stična), avtor Kostelskega slovarja, ki je izšel postumno
- Rudolf Južnič, klasični filolog in pisec učbenikov (1883, Cegléd, Madžarska – 1995, Ljubljana), mladost je preživel v Fari ob Kolpi
- Stanislav Južnič, fizik in zgodovinar (1955, San Francisco, Združene države Amerike –), avtor več zgodovinskih knjig o Kostelu
- Mojca Skender, novinarka (1952, Kostel –)
- Peter Svetik, geodet, ekonomist in novinar (1933, Plužnje – 2011, Ljubljana), pisal knjige o Kostelu

## Vzgoja in izobraževanje
- Joso Jurkovič, pedagog, univerzitetni profesor in strokovni pisec (1888, Colnarji – 1940, neznano)
- Drago Kajfež, profesor, gozdarski strokovnjak in strokovni pisec (1903, Nova sela – 1978, neznano)
- Martin Marinč, šolski upravitelj, pedagog, sociolog, zgodovinar in glasbenik (1959, Fara –), ustanovitelj prvega izobraževalnega društva v Fari pri Kostelu

## Politika in vojska
- Andrej Cetinski, narodni heroj (1921, Banja Loka – 1997, Ljubljana)
- Alojz Briški, družbenopolitični delavec (1927, Puc – 2001, Maribor)
- Lilijana Butina, političarka (1958, Srobotnik ob Kolpi –), županja občine Kostel
- Ivan Črnkovič, politik in podjetnik, župan občine Kostel
- Miran Čupkovič Skender, veleposlanik na Japonskem
- Stane Južnič, politolog, antropolog in univerzitetni profesor (1928, Fara – 2013, Golnik)
- Valentin Južnič, politik in glasbenik (1951, Fara –), dolgoletni župan občine Kostel
- Jože Klarič, politik, častnik in prvoborec (1907, Mavrc – 1981, Ljubljana)
- Anton Krkovič, častnik in veteran vojne za Slovenijo (1956, Kaptol –)

## Cerkev
- Jožef Bevk, kmetovalec (1811, Sora – 1860, Podšentjur), služboval kot kooperator v Fari pri Kostelu
- Anton Domicelj, politik in publicist (1834, Zagorje – 1892 Šempeter pri Gorici), služboval kot kaplan v Kostelu
- Ivan Jurkovič, nadškof in apostolski nuncij (1952, Banja Loka –)
- Pavel Franc Klapše (ok. 1688, Kostel – 1772, Tomaj)

## Umetnost in kultura

### Likovna umetnost in arhitektura
- Milan Butina, slikar, likovni teoretik in scenograf (1923, Kočevje – 1999, Ljubljana), živel v Kostelu
- Matija Glad, kipar samorastnik, odrski mojster, lutkar in animator (1912, Banja Loka – 1995, neznano)
- Janez Mandlin, izdelovalec orgel (1818, Ljubljana – 1891, Stari trg), izdelal orgle v Fari pri Kostelu
- Celestin Mis, risar in modeler (1863, Hostokreja, Češka – 1918, Ljubljana), izdelal oltar in krstni kamen v Fari pri Kostelu
- Matija Tomc, podobar (1814, Šujica – 1885, Ljubljana – Šentvid), izdelal oltar in prižnico v Fari pri Kostelu
- Špelka Valentinčič Jurkovič, arhitektka in konservatorka (1931, neznano – 2021, neznano), vodila obnavljanje gradu Kostel

## Drugo
- Uršula Cetinski, dočakala 100-letnico rojstva (1834, neznano – 1934, neznano), ob tej priložnosti ji je tedanji banjaloški župnik priredil svečano kosilo